# La Unión Abajo
La Unión Abajo är en ort i Mexiko.   Den ligger i kommunen San Agustín Chayuco och delstaten Oaxaca, i den sydöstra delen av landet, 400 km söder om huvudstaden Mexico City. La Unión Abajo ligger 336 meter över havet och antalet invånare är 352.
Terrängen runt La Unión Abajo är kuperad åt nordost, men åt sydväst är den platt. Runt La Unión Abajo är det glesbefolkat, med 18 invånare per kvadratkilometer. Närmaste större samhälle är Santiago Jamiltepec, 16,5 km söder om La Unión Abajo. Omgivningarna runt La Unión Abajo är en mosaik av jordbruksmark och naturlig växtlighet.